# Burnt Wagons
Burnt Wagons è un insediamento nella contea di Inyo in California. Si trovava all'interno della Valle della Morte a 7 miglia nord ovest di Death Valley Junction.
Il nome deriva da un episodio storico nel quale si racconta che alcuni emigranti del 1849 arrivati sul posto abbandonarono e bruciarono i loro carri per scaldarsi per proseguire il loro cammino. Burnt wagons significa appunto "carri bruciati" in inglese.